# Ampelocera
- Commons
- Wikispecies

Ampelocera Klotzsch  é um género botânico pertencente à família Ulmaceae.
Ocorre em locais de altitude baixa a média, do México ao Brasil.

## Sinonímia
- Plagioceltis Mildbr. ex Baehni

## Espécies
- Ampelocera albertiae Todzia
- Ampelocera crenulata Urb.
- Ampelocera cubensis Griseb.
- Ampelocera edentula Kuhlm.
- Ampelocera glabra Kuhlm.
- Ampelocera hondurensis Donn.
- Ampelocera hottlei (Standl.) Standl.
- Ampelocera latifolia Ducke
- Ampelocera longissima Todzia
- Ampelocera macphersonii Todzia
- Ampelocera macrocarpa Forero & A.H. Gentry
- Ampelocera pubescens C.V. Morton
- Ampelocera ruizii Klotzsch
- Ampelocera verrucosa Kuhlm.
- Lista completa